# Theoderik I
Theoderik I was koning van de Aquitaanse Goten (418-451). Gedurende zijn lange regeringsperiode versterkte hij geleidelijk aan de positie van de Goten in Gallië. Gedeeltelijk door diplomatieke handigheid en door middel van geweld groeide onder zijn leiderschap de nauwe band tussen de Aquitaanse Goten en het West-Romeinse Rijk uit tot een hoge mate van autonomie.

## Afkomst
Omtrent de afkomst van Theoderik zijn we summier geïnformeerd. Hij groeide op als gijzelaar aan het Romeinse hof en was een verwant van koning Wallia. Verder is bekend dat hij trouwde met een dochter van de Gotische koning Alarik.
Eind 418 stierf koning Wallia onverwacht in Toulouse en werd Theodorik tot nieuwe koning benoemd van de Visigoten.

## Vestiging in Aquitanië

Het westelijke rijk in het jaar 418:
Gebied onder controle van de keizer Honorius)
Britannia onafhankelijk van het rijk
gebied van de Bourgonden
gebied van de Visigoten
gebied van de Sueven

Theoderik voltooide het door zijn voorganger met opperbevelhebber van het Romeinse leger Constantius III gesloten vredesakkoord. Met dit verdrag hadden de Visigoten een eigen vestigingsgebied toebedeeld gekregen binnen het West-Romeinse rijk. In ruil voor militaire bijstand aan het Romeinse leger kregen ze in Aquitanië landgoederen en nederzettingen in bezit om zich te vestigen. Onder Theoderik werd de inrichting van dit gebied voltooid. Zijn volk leefden hier grotendeels gescheiden van de Gallo-Romeinse bevolking onder eigen wetgeving en bestuurd door eigen leiders. Het eerder genoemde Toulouse fungeerde als hoofdplaats.

## Conflicten met de Romeinen

### De Visigotische opstand
De eerste jaren van Theoderiks semi-autonome bewind verliepen vreedzaam. Hierin kwam verandering met de dood van de West-Romeinse medekeizer Constantius III in 421. De Romeinse macht die Constantius na de invasies door Germaanse volken het decennium daarvoor in Gallië had hersteld, wankelde ten voordele van de nieuwkomers in het rijk. De plotseling dood van Constantius bracht een situatie teweeg die Theoderik in staat stelde zijn plannen voor meer macht te verwezenlijken. Helemaal toen in 425 keizer Honorius stief en er een politieke crises ontstond omtrent de opvolging, waardoor een groot deel van het Romeinse leger zich in Italië bevond. Nu het leger elders verbleef schoof Theoderik eigenhandig het vredesakkoord van Constantius terzijde en kwam in opstand. Zonder noemenswaardige tegenstand van de Romeinen nam hij heel Aquitanië in bezit en voorzag zich van een toegang tot de Middellandse zee.
Uiteindelijk kwam Theoderik in moeilijkheden bij Arles toen hij daar in 426 werd aangevallen door Aetius. In een veldslag bij de stad werd hij door Aetius verslagen en gedwongen zich terug trekken in Aquitanië. In de vredesbesprekingen die hierop volgden werd het eerder gesloten verdrag met de Romeinen hernieuwd. De Visigoten keerden terug naar hun nederzettingen en over en weer werden gijzelaars uitgewisseld ter versterking van het verdrag. De later keizer Avitus was een van deze gijzelaars. Deze verbleef aan het hof van Theoderik en leerde daar diens zonen kennen. Hij werd bevriend met de gelijknamige zoon van de koning, Theoderik.

### Oorlog met de Romeinen

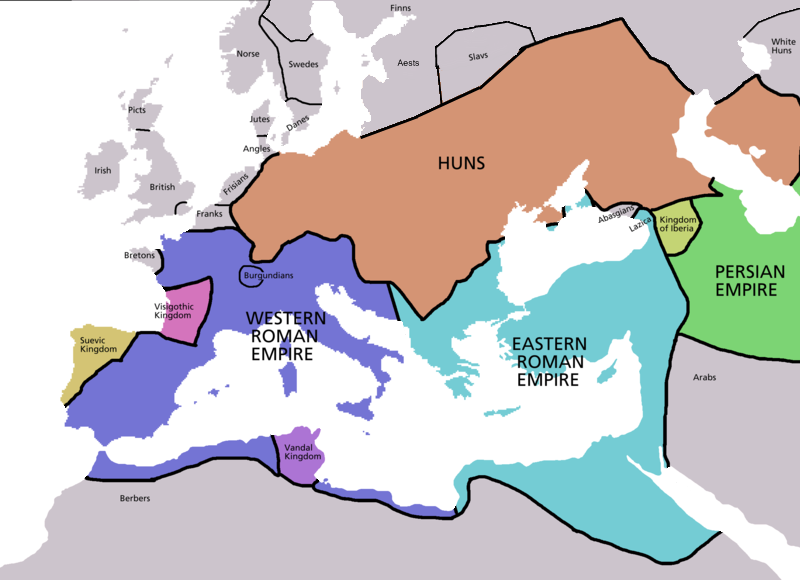
Deze kaart van Europa in 440-450 toont de omvang van het West-Romeinse Rijk, het koninkrijk van de Aquitaanse Goten en het koninkrijk van de Sueven

Na de nederlaag tegen Aetius houdt Theoderik zich een tijdlang rustig, totdat hij in 436 in opstand komt en een nieuwe poging doet om zijn grondgebied te vergroten. De vermoedelijke oorzaak hiervan ligt in de afwezigheid van het Romeinse leger, omdat Aetius voortdurend oorlogen moet voeren, tegen de Bourgondiërs en de Bagaudae in Gallië, en tegen de Franken in het noorden. Theoderik verbreekt het verdrag met de Romeinen en vergroot zijn gebied in de richting van de Middellandse Zee. Hij verovert de stad Narbonne en krijgt daarmee het kustgebied in handen. Om de opstand te beteugelen stuurt Aetius een leger onder aanvoering van generaal Litorius naar het zuiden. Theoderik wordt in het defensief gedrukt en moet zich terugtrekken in het centrum van zijn macht, hij verschanst zich in de hoofdstad Toulouse dat door de Romeinen wordt belegerd. Na een lang beleg geeft hij zich uiteindelijk over aan generaal Lotorius. Hij wordt opnieuw gedwongen het verdrag met de Romeinen na te leven.
In 439 doet Theoderik wederom een poging zich te ontdoen van het Romeins gezag. Ook nu raakt hij slaags met het Romeinse leger onder Litorius. Ditmaal is hij de bovenliggende partij, in slag bij Toulouse verslaat hij de Romeinen. Omdat de Goten ook zware verliezen leden, sloot Theodorik daarna vrede met de Gallische gouverneur Avitus.

## Buitenlandse politiek

### Conflict met Vandalen
In zijn streven de Romeinse macht te ondergraven had Theoderik de banden aangetrokken met de Vandaalse koning Geiserik. Een dochter van hem trouwde met Hunerik, een zoon van de Vandaalse heerser, maar Hunerik kreeg later ambities om met Eudocia te trouwen, een dochter van keizer Valentinianus III. Hij beschuldigde daarom de dochter van Theoderik van plannen om hem te vermoorden, en liet haar in 444 verminken - door haar oren en neus af te snijden en terug te sturen naar haar vader, wat de vijandschap van de Aquitaanse Goten opleverde.

### De affaire Sebastianus
In 444 zocht een vijand van Aetius, Sebastianus asiel aan het Gotische hof van Theoderik. Theoderik , beducht voor een slechte relatie met de Romeinen stuurde zijn onwelkome gast weg van zijn hof, die vervolgens zijn heil zocht bij de Vandalen.

### Goede betrekkingen met de Sueven
In Spanje waren diverse Visigotische troepen actief voor de Romeinen. Zij verleenden in 446 bijstand aan de Romeinse generaal Vitus in diens campagnes tegen de Suevische koning Rechila. Het sterke optreden van Rechila tegen de Romeinen bracht Theoderik ertoe zijn buitenlandse politiek te veranderen en banden aan te gaan met de Sueven. Een dochter van hem huwde in februari 449 met Rechiar, zoon en opvolger van Rechila. Rechiar bezocht zijn schoonvader in juli 449 in Toulouse. Bij zijn terugkeer verwoeste hij met de hulp van Visigotische troepen het gebied rond Zaragosa en slaagde erin om de stad Lleida in te nemen.

### Alliantie met de Romeinen tegen de Hunnen
In 451 vallen de Hunnen met een geweldig groot leger het Romeinse rijk binnen. Dit leger, dat behalve uit Hunnen ook uit contingenten onderworpen Germanen bestond, stak de Rijngrens over en drong tot Orléans Gallië binnen. In Gallië mobiliseert Aetius alle foederati om samen met de Romeinen tegen dit gevaar ten strijde te trekken. Theoderik echter weigert aanvankelijk gehoor te geven aan de oproep van Aetius. Aetius, voor wie het onmogelijk is zonder de hulp van de Aquitaanse Goten weerstand te bieden tegen de Hunnen, went zich tot de invloedrijke Gallo-Romein Avitus, die 14 jaar later tot keizer zou worden benoemd. Avitus, die een belangrijke rol speelde in de opvoeding van de zonen van Theoderik lukte het daarna wel in om de Gotische koning over te halen. Als Theoderik het gevaar inziet dat de Hunnen voor zijn eigen rijk vormen, sluit hij zich aan bij deze coalitie. Met zijn hele leger en zijn zonen, Thorismund en Theoderik voegt hij zich bij het leger van Aëtius.

## Slag bij Châlons
Samen met de Romeinen en andere bondgenoten trokken de Aquitaanse Goten nu in juni 451 op tegen de Hunnen. In Champagne, op de Catalaunische Velden bij Châlons, kwam het tot een gewelddadig treffen tussen beide legers. De Slag bij Châlons werd door de Romeinen en hun bondgenoten gewonnen. In de strijd sneuvelde Theoderik I. Volgens de overlevering werd hij geraakt door een speer die een Ostrogoot naar hem toe wierp. Hij werd opgevolgd door zijn zoon Thorismund.
Alarik I ·
Athaulf ·
Sigerik ·
Wallia ·
Theoderik I ·
Thorismund ·
Theoderik II ·
Eurik ·
Alarik II ·
Gesalic ·
Amalarik ·
Theudis ·
Theudigisel ·
Agila I ·
Athanagild ·
Liuva I ·
Leovigild ·
Reccared I ·
Liuva II ·
Witterik ·
Gundemar ·
Sisebut ·
Reccared II ·
Suintila ·
Sisenand ·
Chintila ·
Tulga ·
Chindaswinth ·
Recceswinth ·
Wamba ·
Erwig ·
Ergica ·
Wittiza ·
Roderik ·
Achila II ·
Ardon